# Ahmed Hamoudi
Ahmed Hamoudi est un footballeur international égyptien né le 21 juillet 1990 à Alexandrie en Égypte. Il évolue au poste de milieu de terrain avec le club d'Al Ahly SC.

## Carrière

### En club
Avec le club du FC Bâle, il joue 12 matchs en première division suisse, inscrivant un but, et quatre matchs en Ligue des champions.
Avec les clubs égyptiens de Zamalek et d'Al Ahly, il participe à la Ligue des champions d'Afrique et à la Coupe de la confédération.

### En équipe nationale
Ahmed Hamoudi reçoit 10 sélections en équipe d'Égypte entre 2013 et 2014, inscrivant un but. Toutefois, seulement huit sélections sont reconnues par la FIFA.
Il joue son premier match en équipe d'Égypte le 7 mars 2013, lors d'un match amical contre le Qatar (défaite 3-1). Il inscrit son premier but quelques jours plus tard, le 22 mars, en amical contre le Swaziland, avec à la clé une très large victoire (10-0). 
Il participe ensuite aux éliminatoires de la Coupe d'Afrique des nations 2015, disputant à cet effet trois matchs, contre le Sénégal, le Botswana, et la Tunisie.

## Palmarès
- Champion de Suisse en 2015 avec le FC Bâle
- Finaliste de la Coupe de Suisse en 2015 avec le FC Bâle
- Champion d'Égypte en 2017  et 2018 avec Al Ahly
- Vainqueur de la Coupe d'Égypte en 2017 avec Al Ahly
- Finaliste de la Coupe d'Égypte en 2014 avec Smouha